# Новая Ляда
Но́вая Ля́да  — посёлок городского типа в Тамбовском районе Тамбовской области. Административный центр Новолядинского поссовета.
Население — 5548 чел. (2021).

## География
Расположен в лесах в центре области, на берегах реки Ляда и её притока Талинки в 13 км к востоку от Тамбова.
Через посёлок проходят автодорога Р208 Тамбов — Саратов (также на Пензу и Сердобск) и железная дорога Тамбов — Саратов. На юго-восточной окраине посёлка находится остановочный пункт 497 км, в 2,5 км к западу от посёлка находится станция Рада.

## История
Первые упоминания о посёлке датируются 1761 годом. День основания отмечается 4 ноября.
Усадьба в селе Малая Талинка Тамбовского уезда находилась в 16 верстах от Тамбова в чудесном природном окружении на самом краю соснового леса. Пруд и русло небольшой речушки делило село на равные части. Старожилы считали, что названия мест произошли от произраставшего в низине кустарника — тальника, талого куста. С давних пор село имело свой деревянный храм, основание которого относилось к 1785 году. Непосредственно при церкви находилось кладбище.
В конце XVIII века благоустройством имения занимался участник наполеоновских войн Иван Терентьевич Сазонов. Старое деревянное здание храма он передал в село Калаис, а на том же месте построил каменную церковь во имя Покрова Пресвятой Богородицы.
Наследником имения после отца стал сын Николай Иванович Сазонов. В извлечениях из описаний помещичьих имений за 60-е годы XIX века значилось, что за Н. И. Сазоновым числилось 187 крепостных крестьян при 48 дворах и 51 человек дворовых.
Семья Сазоновых разрасталась, дети уходили из отеческого дома, но именно Малая Талинка стала для них родовым гнездом, в котором появился семейный некрополь Сазоновых. Начало семейному некрополю положил генерал-лейтенант И. Т. Сазонов. Он был погребен возле выстроенной им Покровской церкви, возможно, его могила оказалась под сенью придельного храма во имя Иоанна Крестителя. Позже в семейной некрополе у Покровской церкви нашли свой последний приют его потомки — сын Н. И. Сазонов, его супруга Анна Ивановна, их дети: Наталья, Михаил, Александр.
В декабре 1942 года в непосредственной близости от Новой Ляды был создан один из самых больших в СССР концентрационных лагерей для военнопленных стран гитлеровской коалиции.
7 сентября 1976 года Тамбовским облисполкомом было принято решение «Об отнесении села Новая Ляда Тамбовского района к категории рабочих посёлков». На основании этого решения село Новая Ляда Тамбовского района было отнесено к категории рабочего посёлка, сохранив за ним то же наименование. В черту рабочего посёлка Новая Ляда были включены практически слившиеся с ним деревня Старая Ляда, село Малая Талинка и посёлок Красный. Малоталинский сельсовет был упразднён, на его месте был образован Новолядинский поселковый совет с центром в рабочем посёлке Новая Ляда. Населённые пункты посёлки СПТУ-10, Пригородный (Тамбовский лесхоз), ж.д. станция Рада переданы в Новолядинский поселковый совет.

## Археология
Лядинский могильник — археологический памятник древней мокши VIII-XI вв. у села Новая Ляда Тамбовского района Тамбовской области. Обнаружен в 1869 при строительстве железной дороги. Рисунки некоторых находок опубликованы в 1878. Позднее Лядинский могильник раскапывали В.Н. Ястребов (1888) и Р.Ф. Воронина (1983-85). Исследовано 221 захоронение. Находки характеризуют погребальные обычаи и материальную культуру среднецнинской мокши в эпоху раннего средневековья. По преобладанию ориентировки погребённых головой на юг (иногда с отклонением к западу или востоку) Лядинский могильник соотносится к более поздними могильниками мокши. 18% захоронений совершено по обряду кремации. Во многих женских могилах обнаружены характерные для мокши украшения: височные подвески с бипирамидальным или каплевидным грузиком, накосники-пулокери, сюльгамы и др. Хозяйственный инвентарь представлен рабочими топорами, тёслами, гарпунами, вязальными крючками, пряслицами, льячками – литейными ковшиками. Разнообразны предметы вооружения и охоты: сабля, боевые топоры, наконечники копий и стрел. О торговых связях древней мокши свидетельствуют восточные серебряные монеты, бронзовое ведёрко с арабской надписью, богатые поясные наборы.

## Население
| 1979  | 1989  | 2002  | 2006  | 2009  | 2010  | 2012  |
| ----- | ----- | ----- | ----- | ----- | ----- | ----- |
| 4291  | ↗4820 | ↗4997 | ↗5132 | ↗5233 | ↘5207 | →5207 |
| 2013  | 2014  | 2015  | 2016  | 2017  | 2018  | 2019  |
| ↘5191 | ↘5144 | ↘5051 | ↘4990 | ↘4950 | ↘4916 | ↘4806 |
| 2020  | 2021  |       |       |       |       |       |
| ↘4715 | ↗5548 |       |       |       |       |       |

Национальный состав
По итогам переписи населения 2020 года проживали следующие национальности (национальности менее 0,1 % и другое, см. в сноске к строке «Другие»):
| Национальность | Численность, чел. | Доля     |
| -------------- | ----------------- | -------- |
| Русские        | 5367              | 96,74 %  |
| Цыгане         | 28                | 0,50 %   |
| Армяне         | 15                | 0,27 %   |
| Украинцы       | 7                 | 0,13 %   |
| Езиды          | 6                 | 0,11 %   |
| Другие         | 125               | 2,25 %   |
| Итого          | 5548              | 100,00 % |

## Инфраструктура
В посёлке санаторий-профилакторий «Энергетик», спиртзавод, строительные организации, сельхозпредприятия и пр.
Действует Храм Преподобного Силуана Афонского.